# Actenia rungsi
Actenia rungsi is een vlinder uit de familie van de snuitmotten (Pyralidae). De wetenschappelijke naam van de soort is voor het eerst geldig gepubliceerd in 2000 door Leraut.